# تريسترام ستيوارت
ترايسترام ستيورات (بالإنجليزية: Tristram Stuart)‏‏(من مواليد 12 مارس 1977 بلندن) هو كاتب وناشط إنجليزي.

## التعليم
تلقى تريسترام تعليمه في مدرسته سيفين أوكس قبل دراسته في قاعة ترينيتي في كامبريدج لقراءة اللغة الإنجليزية.

## السيرة الذاتية
فاز تريسترام بجائزة صوفى البيئة الدولية في عام 2011، أطلق حملة في ديسمبر 2009 لإهدار الطعام من خلال تنظيم إطعام 5000 شخص في ميدان ترافالغار بالندن حيث تم تقديم كارى وعصائر ومحال البقالة مجانا إلى 5000 شخص من خضروات وغيرها من الأطعمة التي كانت ستهدر لولا رفع مستوى الوعى للحد من هدر الطعام، وهو مساهم منتظم في الصحف والإذاعة (بما في ذلك بى بى سي ببرنامج بعنوان (كيف تهدر كمية أقل من الطعام) في عام 2012). قام تريسترام ببرامج تليفزونية في أماكن أخرى في المملكة المتحدة والولايات المتحدة وأوروبا حول الطعام والبيئة كما أسس منظمة التغذية المرتدة الخيرية التي كررت حملة إطعام 5000 شخص ونموذج للحدث في العديد من البلدان ويُكلَّف الآن من قبل المفوضية الأوربية وبرنامج الأمم المتحدة للبيئة لنشر الحملة على مستوى العالم، تشمل الحملات الأخرى (شبكة التقطيع) تحدث تريسترام في مظاهرات يناير 2014 في برلين (نحن سئمنا)، في عام 2016 أسس شركة «نخب البيرة» وهي شركة تصنع البيرة من فائض الخبز، قال تريسترام «نأمل أن نخرج أنفسنا في نهاية المطاف من العمل بعدم وجود نفايات للخبز وهو اليوم الذي لا يمكن أن يوجد فيه شركة نخب البيرة» قام بتاليف كتابه الأول «ثورة بلا دماء: النباتيون الراديكاليون واكتشاف الهند»، وقد فاز كاتبه الثانى «كشف فضيحة الغذاء العالمية» بجائزة كتاب أكاسيا للطبخ.